# トーセンジョウオー
トーセンジョウオーは、日本の競走馬。主な勝ち鞍は2004年関東オークス、2005年・2007年マリーンカップ、2005年・2008年スパーキングレディーカップ、2007年エンプレス杯、2007年埼玉新聞杯。

## 戦績

### 3歳（2004年）
美浦の国枝栄厩舎に入厩し、2004年1月17日の3歳新馬（中山ダート1800ｍ）でデビュー。2番手につけると、直線で抜け出し4馬身差をつけて勝利を収める。2戦目の3歳500万下を8番人気ながら2着と好走すると、続く3歳500万下も2着に入る。4戦目は芝を使われたが8着に終わり、ダートに戻った3歳500万下を好位から競馬をし、最後はアタマ差振り切り2勝目を飾った。次走は重賞の関東オークスに出走。レースは3番手追走から4コーナーで先頭に立つと、追いすがるアクイレジアをクビ差押さえて1着、重賞初制覇を飾る。古馬との初対戦となったスパーキングレディーカップは5着に敗れる。5か月の休み明け初戦となった霜月ステークスは9着に沈んだ。続くクイーン賞も好位につけたが伸びきれず9着に終わる。

### 4歳（2005年）
4歳になり、平安ステークスはブービーの15着と惨敗。続くエンプレス杯は6着に敗れた。約1年ぶりに芝を使われた新潟大賞典は最軽量ハンデ51㎏で出走したがブービーの15着に終わった。次走、マリーンカップは7番人気で出走、3コーナで先頭に立つと、迫るグラッブユアハートをクビ差振り切り、重賞2勝目を挙げた。さらに、スパーキングレディーカップは好位から直線で逃げ粘るオルレアンを交わすと1馬身差をつけて1着、連勝で重賞3勝目を獲得した。その後は霜月ステークスを予定していたが回避となった。

### 5歳（2006年）
鼻出血により休養が長引き、9か月ぶりの実戦となったマリーンカップで復帰、果敢に逃げたが8着に終わる。続くサウジアラビアロイヤルカップは11着に敗れた。連覇を狙ったスパーキングレディーカップは4着に入る。その後は芝のクイーンステークスを選択したが10着に敗れた。
9月13日にJRAの競走馬登録を抹消、その後は船橋の川島正行厩舎に移籍となった。
移籍初戦、4か月ぶりとなったクイーン賞は前走から馬体重プラス33㎏で挑んだが、レマーズガールに6馬身離されたものの2着に入った。

### 6歳（2007年）
7歳初戦、TCK女王盃は接戦のなか、サウンドザビーチにクビ差敗れ惜しい2着となる。続くエンプレス杯は先手を取ると直線ではフサイチパンドラとの一騎打ちとなり、最後は1馬身半差をつけて逃げ切り勝ち。重賞4勝目を挙げた。次走、マリーンカップでもハナに立ち主導権を握ると、直線でクリムゾンルージュの追い込みを1馬身半退けて快勝。2回目のマリーンカップ優勝となった。その後はダート最長距離重賞の大井記念に進み4着となる。初JpnI挑戦となった帝王賞は4番人気に推されたが10着に敗れた。続くトゥインクルレディー賞はトップハンデ58.5kgを背負い6着に敗れたが、埼玉新聞杯で2番手追走から残り800mで先頭に立つと、そのまま押し切り4馬身差をつけて快勝した。しかし、その後は脚部不安により、長期休養となる。

### 7歳（2008年）
9か月ぶりに戦線復帰となったスパーキングレディーカップは先手を取るとそのまま後続を突き放し、メイショウバトラーに4馬身差をつけて1着、重賞7勝目を飾った。続くトゥインクルレディー賞はハンデ58㎏で挑んだが、好位追走から馬群に飲まれ15着と大敗した。このレースを最後にNARの競走馬登録を抹消、繁殖牝馬となった。

## 競走成績
以下の内容は、JBISサーチおよびnetkeiba.comに基づく。
| 競走日     | 競馬場 | 競走名                  | 格     | 距離（馬場）  | 頭 数 | 枠 番 | 馬 番 | オッズ （人気） | 着順 | タイム （上り3F） | 着差 | 騎手        | 斤量 [kg] | 1着馬（2着馬）         | 馬体重 [kg] |
| ---------- | ------ | ----------------------- | ------ | ------------- | ----- | ----- | ----- | --------------- | ---- | ----------------- | ---- | ----------- | --------- | ---------------------- | ----------- |
| 2004.01.17 | 中山   | 3歳新馬                 |        | ダ1800m（良） | 10    | 2     | 2     | 003.60（2人）   | 01着 | R1:59.5（40.5）   | -0.7 | 0北村宏司   | 54        | （コパノニキータ）     | 496         |
| 0000.01.31 | 東京   | 3歳500万下              |        | ダ1600m（良） | 15    | 2     | 3     | 019.00（8人）   | 02着 | R1:39.6（37.9）   | -0.1 | 0後藤浩輝   | 54        | セカンドノホシ         | 492         |
| 0000.03.06 | 中山   | 3歳500万下              |        | ダ1800m（良） | 12    | 8     | 12    | 001.70（1人）   | 02着 | R1:57.1（38.9）   | -0.7 | 0後藤浩輝   | 54        | スマートストリーム     | 490         |
| 0000.04.04 | 中山   | 3歳500万下              |        | 芝1800m（良） | 11    | 6     | 7     | 012.80（3人）   | 08着 | R1:49.9（37.1）   | -0.1 | 0後藤浩輝   | 54        | マイネピュール         | 490         |
| 0000.04.24 | 東京   | 3歳500万下              |        | ダ1600m（良） | 16    | 4     | 7     | 002.80（2人）   | 01着 | R1:39.9（38.2）   | -0.0 | 0後藤浩輝   | 54        | （リッチスマイル）     | 492         |
| 0000.06.09 | 川崎   | 関東オークス            | GIII   | ダ2100m（重） | 14    | 5     | 7     | 010.30（4人）   | 01着 | R2:15.9（39.1）   | -0.0 | 0蛯名正義   | 54        | （アクイレジア）       | 490         |
| 0000.07.20 | 川崎   | スパーキングレディーC   | GIII   | ダ1600m（良） | 14    | 8     | 14    | 00 - 00（2人）  | 05着 | R1:41.4（39.9）   | -0.4 | 0蛯名正義   | 53        | グラッブユアハート     | 494         |
| 0000.11.21 | 東京   | 霜月S                   | OP     | ダ1400m（稍） | 13    | 1     | 1     | 070.7（12人）   | 09着 | R1:25.5（38.1）   | -1.9 | 0勝浦正樹   | 52        | タイギャラント         | 484         |
| 0000.12.15 | 船橋   | クイーン賞              | GIII   | ダ1800m（良） | 14    | 2     | 2     | 00 - 00（4人）  | 09着 | R1:55.8（40.3）   | -2.3 | 0蛯名正義   | 54        | レマーズガール         | 485         |
| 2005.01.23 | 京都   | 平安S                   | GIII   | ダ1800m（良） | 16    | 6     | 11    | 287.5（15人）   | 15着 | R1:52.6（37.8）   | -2.3 | 0小牧太     | 54        | ヒシアトラス           | 484         |
| 0000.02.09 | 川崎   | エンプレス杯            | GII    | ダ2100m（稍） | 12    | 6     | 7     | 00 - 00（6人）  | 06着 | R2:15.9（39.5）   | -0.7 | 0蛯名正義   | 54        | プルザトリガー         | 491         |
| 0000.05.15 | 新潟   | 新潟大賞典              | GIII   | 芝2000m（良） | 16    | 3     | 6     | 155.1（16人）   | 15着 | R2:01.1（37.0）   | -2.2 | 0加藤士津八 | 51        | エアセレソン           | 502         |
| 0000.06.01 | 船橋   | マリーンC               | GIII   | ダ1600m（重） | 11    | 7     | 9     | 035.40（7人）   | 01着 | R1:38.7（36.3）   | -0.0 | 0後藤浩輝   | 55        | （グラッブユアハート） | 512         |
| 0000.07.06 | 川崎   | スパーキングレディーC   | GIII   | ダ1600m（不） | 14    | 6     | 10    | 004.90（3人）   | 01着 | R1:40.6（39.8）   | -0.2 | 0後藤浩輝   | 56        | （オルレアン）         | 514         |
| 2006.04.05 | 船橋   | マリーンC               | GIII   | ダ1600m（不） | 14    | 2     | 2     | 004.60（3人）   | 08着 | R1:39.5（39.1）   | -1.3 | 0後藤浩輝   | 56        | グラッブユアハート     | 508         |
| 0000.05.07 | 東京   | サウジアラビアロイヤルC | OP     | ダ1600m（良） | 16    | 7     | 13    | 042.9（11人）   | 11着 | R1:37.6（38.6）   | -1.9 | 0蛯名正義   | 54        | ワイルドワンダー       | 504         |
| 0000.07.05 | 川崎   | スパーキングレディーC   | GIII   | ダ1600m（不） | 14    | 1     | 1     | 007.50（4人）   | 04着 | R1:42.0（40.2）   | -0.3 | 0後藤浩輝   | 56        | レマーズガール         | 516         |
| 0000.08.13 | 札幌   | クイーンS               | GIII   | ダ1800m（良） | 14    | 6     | 10    | 115.5（12人）   | 10着 | R1:49.1（38.4）   | -2.4 | 0北村宏司   | 55        | デアリングハート       | 504         |
| 0000.12.06 | 船橋   | クイーン賞              | GIII   | ダ1800m（稍） | 14    | 4     | 6     | 014.40（7人）   | 02着 | R1:53.4（38.7）   | -1.2 | 0内田博幸   | 56        | レマーズガール         | 537         |
| 2007.01.24 | 大井   | TCK女王盃               | JpnIII | ダ1800m（良） | 14    | 2     | 2     | 002.50（1人）   | 02着 | R1:52.7（37.9）   | -0.0 | 0内田博幸   | 55        | サウンドザビーチ       | 536         |
| 0000.02.28 | 川崎   | エンプレス杯            | JpnII  | ダ2100m（良） | 12    | 7     | 10    | 004.90（4人）   | 01着 | R2:16.4（38.2）   | -0.3 | 0内田博幸   | 55        | （フサイチパンドラ）   | 531         |
| 0000.04.04 | 船橋   | マリーンC               | JpnIII | ダ1600m（不） | 14    | 4     | 6     | 001.80（1人）   | 01着 | R1:37.3（36.4）   | -0.2 | 0内田博幸   | 57        | （クリムゾンルージュ） | 536         |
| 0000.05.23 | 大井   | 大井記念                | SII    | ダ2600m（良） | 16    | 6     | 11    | 003.90（3人）   | 04着 | R2:48.2（38.8）   | -0.6 | 0酒井忍     | 56        | マズルブラスト         | 534         |
| 0000.06.27 | 大井   | 帝王賞                  | JpnI   | ダ2000m（良） | 15    | 3     | 5     | 014.40（4人）   | 10着 | R2:06.3（39.9）   | -2.0 | 0内田博幸   | 55        | ボンネビルレコード     | 533         |
| 0000.09.11 | 大井   | トゥインクルレディー賞  | SII    | ダ1600m（良） | 13    | 8     | 12    | 003.70（3人）   | 06着 | R1:41.0（40.1）   | -0.9 | 0内田博幸   | 58.5      | ベルモントノーヴァ     | 548         |
| 0000.10.17 | 浦和   | 埼玉新聞杯              | SIII   | ダ1900m（良） | 11    | 7     | 8     | 002.10（1人）   | 01着 | R2:00.8（38.1）   | -0.8 | 0内田博幸   | 56        | （コアレスデジタル）   | 544         |
| 2008.07.16 | 川崎   | スパーキングレディーC   | GIII   | ダ1600m（良） | 14    | 6     | 10    | 010.10（4人）   | 01着 | R1:39.2（38.5）   | -0.8 | 0戸崎圭太   | 57        | （メイショウバトラー） | 544         |
| 0000.09.17 | 大井   | トゥインクルレディー賞  | SII    | ダ1600m（良） | 16    | 8     | 16    | 002.10（1人）   | 15着 | R1:42.6（41.4）   | -1.9 | 0今野忠成   | 58        | スターオブジェンヌ     | 555         |

## 繁殖成績
2番仔トーセンセラヴィが東京シンデレラマイルを勝っている。
|       | 馬名               | 生年   | 性 | 毛色   | 父                       | 馬主               | 厩舎                                                           | 戦績             |
| ----- | ------------------ | ------ | -- | ------ | ------------------------ | ------------------ | -------------------------------------------------------------- | ---------------- |
| 初仔  | トーセンフリーダム | 2010年 | 牡 | 鹿毛   | ファンタスティックライト | 島川隆哉           | 船橋・川島正一                                                 | 23戦4勝（引退）  |
| 2番仔 | トーセンセラヴィ   | 2011年 | 牝 | 黒鹿毛 | ディープインパクト       | 島川隆哉           | 美浦・加藤征弘 →浦和・小久保智                                 | 23戦13勝（引退） |
| 3番仔 | イエスアイゲット   | 2013年 | 牝 | 黒鹿毛 | トーセンファントム       | 島川隆哉           | 美浦・成島英春 →浦和・小久保智                                 | 26戦1勝（繁殖）  |
| 4番仔 | トーセンモナルカ   | 2015年 | 牡 | 黒鹿毛 | キングカメハメハ         | 島川隆哉 →竹下佳利 | 美浦・加藤征弘 →浦和・小久保智 →園田・西川精治 →西脇・大山寿文 | 60戦3勝（引退）  |
| 5番仔 | シュプレムラン     | 2017年 | 牡 | 黒鹿毛 | トーセンファントム       | 島川隆哉           | 美浦・田中博康 →浦和・小久保智                                 | 17戦1勝（引退）  |
| 6番仔 | トーセンレオナルド | 2018年 | 牡 | 栗毛   | トーセンファントム       | 島川隆哉           | 美浦・上原博之                                                 | 1戦0勝（引退）   |

## 血統表
| トーセンジョウオーの血統                          | トーセンジョウオーの血統                      | トーセンジョウオーの血統                   | （血統表の出典）                           | （血統表の出典） |
| 父系                                              | ミスタープロスペクター系                      | ミスタープロスペクター系                   | ミスタープロスペクター系                   | [ § 2 ]          |
| 父 *ティンバーカントリー Timber Country 1992 栗毛 | 父の父Woodman 1983 栗毛                       | Mr. Prospector                             | Raise a Native                             | Raise a Native   |
| 父 *ティンバーカントリー Timber Country 1992 栗毛 | 父の父Woodman 1983 栗毛                       | Mr. Prospector                             | Gold Digger                                |                  |
| 父 *ティンバーカントリー Timber Country 1992 栗毛 | 父の父Woodman 1983 栗毛                       | *プレイメイト                              | Buckpasser                                 | Buckpasser       |
| 父 *ティンバーカントリー Timber Country 1992 栗毛 | 父の父Woodman 1983 栗毛                       | *プレイメイト                              | Intriguing                                 |                  |
| 父 *ティンバーカントリー Timber Country 1992 栗毛 | 父の母Fall Aspen 1976 栗毛                    | Pretense                                   | Endeavour                                  | Endeavour        |
| 父 *ティンバーカントリー Timber Country 1992 栗毛 | 父の母Fall Aspen 1976 栗毛                    | Pretense                                   | Imitation                                  |                  |
| 父 *ティンバーカントリー Timber Country 1992 栗毛 | 父の母Fall Aspen 1976 栗毛                    | Change Water                               | Swaps                                      | Swaps            |
| 父 *ティンバーカントリー Timber Country 1992 栗毛 | 父の母Fall Aspen 1976 栗毛                    | Change Water                               | Portage                                    |                  |
| 母 アナスミラビリス 1991 鹿毛                     | 母の父*リアルシャダイ Real Shadai 1979 黒鹿毛 | Roberto                                    | Hail to Reason                             | Hail to Reason   |
| 母 アナスミラビリス 1991 鹿毛                     | 母の父*リアルシャダイ Real Shadai 1979 黒鹿毛 | Roberto                                    | Bramalea                                   |                  |
| 母 アナスミラビリス 1991 鹿毛                     | 母の父*リアルシャダイ Real Shadai 1979 黒鹿毛 | Desert Vixen                               | In Reality                                 | In Reality       |
| 母 アナスミラビリス 1991 鹿毛                     | 母の父*リアルシャダイ Real Shadai 1979 黒鹿毛 | Desert Vixen                               | Desert Trial                               |                  |
| 母 アナスミラビリス 1991 鹿毛                     | 母の母スカーレットブルー 1982 栗毛            | * ノーザンテースト                         | Northern Dancer                            | Northern Dancer  |
| 母 アナスミラビリス 1991 鹿毛                     | 母の母スカーレットブルー 1982 栗毛            | * ノーザンテースト                         | Lady Victoria                              |                  |
| 母 アナスミラビリス 1991 鹿毛                     | 母の母スカーレットブルー 1982 栗毛            | * スカーレットインク                       | Crimson Satan                              | Crimson Satan    |
| 母 アナスミラビリス 1991 鹿毛                     | 母の母スカーレットブルー 1982 栗毛            | * スカーレットインク                       | Consentida                                 |                  |
| 母系(F-No.)                                       | スカーレットインク系(FN:4-d)                  | スカーレットインク系(FN:4-d)               | スカーレットインク系(FN:4-d)               | [ § 3 ]          |
| 5代内の近親交配                                   | Nashua5x5=6.25%、Swaps 4･5（父内）=9.38%、    | Nashua5x5=6.25%、Swaps 4･5（父内）=9.38%、 | Nashua5x5=6.25%、Swaps 4･5（父内）=9.38%、 | [ § 4 ]          |
| 出典                                              | 1. 2. 3. 4.                                   | 1. 2. 3. 4.                                | 1. 2. 3. 4.                                | 1. 2. 3. 4.      |

- スカーレット一族の一頭である